# Tarachia lacera
Tarachia lacera là một loài thực vật có mạch trong họ Aspleniaceae. Loài này được (Schltdl. & Cham.) C. Presl miêu tả khoa học đầu tiên năm 1851.